# Optimot
Optimot, consultes lingüístiques, és un servei que ofereix la Direcció General de Política Lingüística de la Generalitat de Catalunya en col·laboració amb l'Institut d'Estudis Catalans i el Centre de Terminologia TERMCAT. Consta d'un cercador d'informació lingüística que ajuda a resoldre dubtes sobre la llengua catalana. Per mitjà de l'Optimot es poden consultar de manera integrada diferents fonts. Quan les opcions de cerca que ofereix l'Optimot no resolen el dubte lingüístic, es pot accedir a un servei d'atenció personalitzada.

## Història
Fins al 2007 el Consorci per a la Normalització Lingüística, el Centre de Terminologia TERMCAT, l'Institut d'Estudis Catalans i la Direcció General de Política Lingüística es distribuïen l'atenció de consultes lingüístiques de la població en general, les empreses i entitats, i els professionals del món de la llengua. Amb la finalitat de resoldre aquesta descentralització de l'atenció de consultes lingüístiques i d'oferir un servei unificat, es va decidir posar en funcionament l'Optimot. L'octubre del 2007 va començar a funcionar el cercador i el febrer del 2008, el servei d'atenció personalitzada. Els objectius principals eren millorar la qualitat en l'atenció de consultes lingüístiques mitjançant la unificació de criteris, i fomentar l'autonomia lingüística.

## Servei d'atenció personalitzada
Si no s'ha pogut resoldre el dubte lingüístic amb el cercador, es pot fer la consulta al servei d'atenció personalitzada. Per accedir-hi, s'ha de clicar a l'enllaç Atenció personalitzada i donar-se d'alta per mitjà d'un formulari. Un cop fet el registre, es poden enviar consultes per escrit i rebre-hi les respostes.
El servei d'atenció personalitzada el presta un equip de professionals lingüístics, i resol dubtes concrets d'ús i normativa de la llengua catalana. La correcció i la traducció de textos no són objecte del servei. Tampoc no ho és la recomanació de bibliografia ni la recerca lingüística. Si l'equip de professionals no pot resoldre una consulta, l'envia a l'organisme competent: l'Institut d'Estudis Catalans, el TERMCAT o la Direcció General de Política Lingüística. Finalment, si no es té accés a Internet, es pot fer la consulta per telèfon.